# (9142) Rhesus
(9142) Rhesus ist ein Asteroid aus der Gruppe der Jupiter-Trojaner. Damit werden Asteroiden bezeichnet, die auf den Lagrange-Punkten auf der Bahn des Jupiter um die Sonne laufen.
(9142) Rhesus wurde am 16. Oktober 1977 von den niederländischen Astronomen Cornelis Johannes van Houten, Ingrid van Houten-Groeneveld und Tom Gehrels am Palomar-Observatorium (IAU-Code 675) entdeckt. Er ist dem Lagrangepunkt L5 zugeordnet.
Der Asteroid ist nach dem mythologischen thrakischen Helden Rhesos benannt, dem König der Thraker, der auf Seiten der Trojaner am Trojanischen Krieg teilnahm und mit seinen zwölf Gefährten von Odysseus und Diomedes im Schlaf getötet wurde.